# Please Please Please
„Please Please Please“ je píseň americké zpěvačky a skladatelky Sabriny Carpenter. Vyšla 6. června 2024 jako druhý singl z jejího šestého studiového alba Short n' Sweet. Píseň napsala spolu s Amy Allen a Jack Antonoff.

## Hitparáda
| Země        | Umístění |
| ----------- | -------- |
| Austrálie   | 1        |
| Kanada      | 3        |
| Nový Zéland | 1        |
| USA         | 1        |
| Anglie      | 1        |
| Česko       | 15       |
| Slovensko   | 25       |